# Dietrich Munz
Ernst Dietrich Munz (* 1952 in Stuttgart) ist ein deutscher Psychotherapeut und war von 2015 bis 2023 Präsident der Bundespsychotherapeutenkammer (BPtK). Zugleich ist er Präsident der Landespsychotherapeutenkammer Baden-Württemberg.

## Berufspolitischer Werdegang
Munz studierte zunächst Physik an der Universität Stuttgart und promovierte nach seinem Abschluss als Diplom-Physiker 1980 zum Dr. rer. nat (Thema seiner Dissertation: Resonanter Raman-Effekt an lokalisierten Exzitonen im Cadmium Sulfid). Die wissenschaftliche Auseinandersetzung mit dem Thema der Psychophysiologie weckte sein Interesse an der klinischen Psychologie. Infolgedessen studierte er im Anschluss an seine Forschungstätigkeit Psychologie in Trier und Tübingen und absolvierte in Stuttgart seine psychoanalytische Fachausbildung.
Munz arbeitet als ambulanter Psychotherapeut sowie als Abteilungsleiter und Betriebsratsvorsitzender an der psychosomatischen Sonnenberg-Klinik in Stuttgart. Seine fachlichen bzw. wissenschaftlichen Schwerpunkte liegen in der psychotherapeutischen Behandlung von Essstörungen. Vor seiner Wahl zum BPtK-Präsidenten hatte er verschiedene berufspolitische Funktionen inne. So war er u. a. Mitglied im Bundesvorstand der Deutschen Gesellschaft für Psychoanalyse, Psychosomatik und Tiefenpsychologie, war Delegierter der Vertreterversammlung der Kassenärztlichen Bundesvereinigung und seit 2007 BPtK-Vizepräsident.
Zudem ist Munz Dozent und Vorstandsmitglied am Psychoanalytischen Institut Stuttgart und sowohl Herausgeber als auch Autor zahlreicher Fachbücher und Fachartikel.

## Positionen
Munz kritisiert die häufig vorherrschende und anstelle einer Psychotherapie tretende Behandlung mit Psychopharmaka seitens ärztlicher Kollegen und spricht sich für eine engere Zusammenarbeit zwischen Medizinern und Psychotherapeuten aus. Gleichzeitig plädiert er für eine flächendeckende Verbesserung der psychotherapeutischen Patientenversorgung, insbesondere im Bereich der Kinder- und Jugendlichenpsychotherapie.
Weiterhin positioniert sich Munz im Zuge der Novellierung des Psychotherapeutengesetzes und der damit verbundenen Reform der Psychotherapeuten-Ausbildung für ein Approbationsstudium und folgt damit einem Votum des Deutschen Psychotherapeutentages. Zurzeit erfolgt die Qualifizierung von Psychotherapeuten innerhalb einer postgradualen Ausbildung, d. h. im Rahmen einer mehrjährigen und auf ein meist 10-semestriges Studium aufbauenden Weiterbildung, die mit dem Staatsexamen und der Verleihung der Approbation endet. Die Neustrukturierung solle sich an die ärztliche Direktausbildung mit anschließender fachspezifischer Weiterbildung anlehnen, so Munz.

## Publikationen (Auswahl)
- C. Münch, D. Munz, A. Springer (Hrsg.): Die Fähigkeit, allein zu sein. Zwischen psychoanalytischem Ideal und gesellschaftlicher Realität. (= Bibliothek der Psychoanalyse). Psychosozial-Verlag, 2011, ISBN 978-3-8379-2153-3.
- C. Münch, D. Munz, A. Springer (Hrsg.): Die Psychoanalyse im Pluralismus der Wissenschaften. (= Bibliothek der Psychoanalyse). Psychosozial-Verlag, 2010, ISBN 978-3-8379-2061-1.
- D. Best, H. Gerlach, D. Munz u. a.: Approbiert, was nun?: Berufseinstieg für Psychologische Psychotherapeuten und Kinder- und Jugendlichenpsychotherapeuten. Psychotherapeutenverlag, 2008, ISBN 978-3-938909-27-0.
- C. Münch, D. Munz, A. Springer (Hrsg.): Sexualitäten.(= Bibliothek der Psychoanalyse). Psychosozial-Verlag, 2008, ISBN 978-3-89806-854-3.
- C. Münch, D. Munz, A. Springer (Hrsg.): Psychoanalyse heute?! (= Bibliothek der Psychoanalyse). Psychosozial-Verlag, 2007, ISBN 978-3-89806-834-5.
- D. Munz: Der Körper als Objekt des Agierens. Therapeutischer Umgang mit Affekt und Abwehr bei Essstörungen (Anorexie und Bulimie). In: Analytische Kinder- und Jugendlichenpsychotherapie. Band 37, Heft 129, 2006, S. 31–47.
- W. Herzog, D. Munz, H. Kächele: Essstörungen. Therapieführer und psychodynamische Behandlungskonzepte. Schattauer, Stuttgart 2004.
- D. Munz, B. Krebs, B. Werner u. a.: Ess-Störungen. Landesstelle gegen d. Suchtgefahren in Baden-Württemberg (Hrsg.). 2001, ISBN 3-932684-10-9.
- G. Bergmann, W. Herzog, D. Munz (Hrsg.): Anorexia und Bulimia nervosa: Ergebnisse und Perspektiven in Forschung und Therapie. VAS Verlag für akademische Schriften, 1996, ISBN 3-88864-212-4.